# Vitronaclia veronica
Vitronaclia veronica är en fjärilsart som beskrevs av Charles Oberthür 1893. Vitronaclia veronica ingår i släktet Vitronaclia och familjen björnspinnare. Inga underarter finns listade i Catalogue of Life.